# Jakob Werdmüller

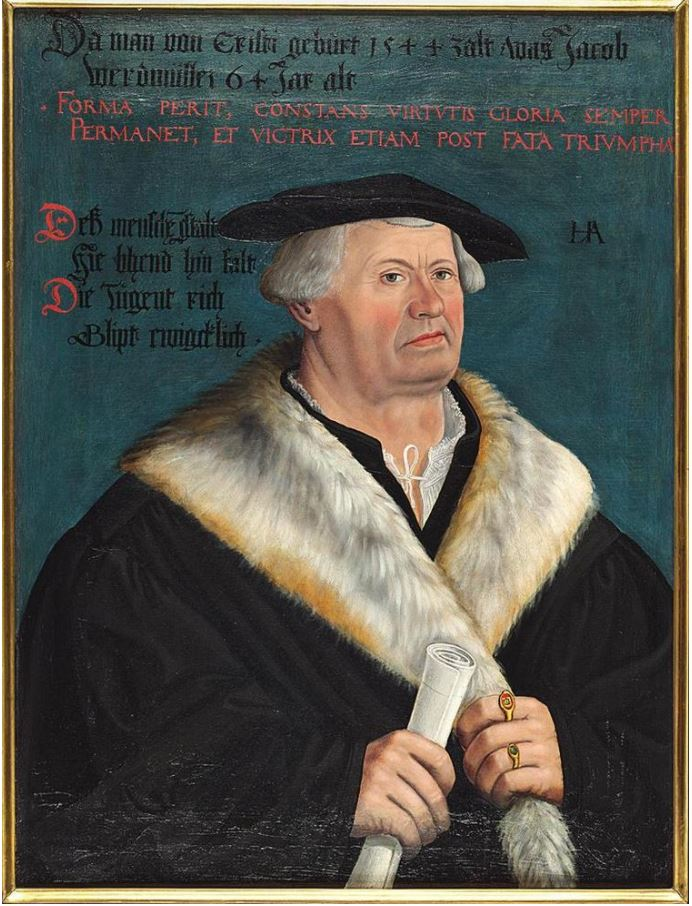
Jakob Werdmüller, 1544 von Hans Asper gemalt

Jakob Werdmüller (* 1480 oder 1481 in Zürich; † 8. März 1559 ebenda; heimatberechtigt ebenda) war ein Schweizer Kaufmann, Offizier, Politiker und eidgenössischer Landvogt.

## Leben und Wirken
Jakob Werdmüller wurde als Sohn des Grossrats der Weggenzunft Hans Werdmüller und der Berchta Heitz in Zürich geboren. Er war in erster Ehe mit der Tochter des Hermann Engelhart, Krämer und in zweiter (1510) mit Anna Meyer verheiratet.
Er machte eine Ausbildung zum Krämer und war anschliessend im Fernhandel mit Italien tätig. Wegen seiner Italienischkenntnisse wurde er bei der Aussenpolitik der Stadt Zürich einbezogen, so im Dezember 1512 bei der Einsetzung von Massimiliano Sforza als Herzog von Mailand.
1513 nahm er als Fähnrich in der Schlacht bei Novara teil und führte im gleichen Jahr mit Jörg Berger die für lange Zeit letzten Zürcher Soldtruppen an, um für den Papst Parma und Piacenza zurückzuerobern. 1521 war er zweiter Hauptmann im sogenannten Papstzug nach Italien. Der Zürcher Rat lehnte 1521 ein Soldbündnis mit Frankreich ab.
1517 nahm er als Zwölfer der Zunft zur Saffran im Grossen Rat Einsitz teil und 1521 als deren Zunftmeister im Kleinen Rat der Stadt Zürich.
1524 war er mit Rudolf Lavater Gesandter bei Papst Clemens VII. Weil der Papst den ausstehenden Sold nicht entrichten wollte, liess Werdmüller, der 1524 als Säckelmeister gewählt wurde, im Zug der Reformation die Kirchenschätze zur Sicherstellung des Solds einziehen und leitete die Aufhebung der zürcherischen Klöster. Als Gegner fremder Dienste war er Vorsitzender der reformatorischen Pensionen und der Arbeitsbeschaffungskommission für erwerbslose Reisläufer. Er beteiligte sich als Vertrauter Ulrich Zwinglis an der Untersuchung gegen die Übertreter der Pensionengesetze.
Er wurde oft in Krieg- und Friedensgeschäften beigezogen und verwaltete von 1530 bis 1532, während des Zweiten Kappelerkriegs, als eidgenössischer Landvogt die wichtige Landvogtei Locarno. Dort wurde er von den katholischen Orten gefangen genommen.
1531 war er zurück in Zürich und wirkte erneut als Kleinrat und Säckelmeister. Er trug bis 1540 massgeblich zur Sanierung der kriegsgeschädigten Stadtkasse bei. Als hartnäckiger Vertreter der reformierten Zürcher Politik setzte er mit Heinrich Bullinger 1555 gegen harte Widerstände die Aufnahme der Locarneser Reformierten in Zürich durch.